# Grkljane
Grkljane (cyr. Гркљане) – wieś w Serbii, w okręgu rasińskim, w mieście Kruševac. W 2011 roku liczyła 412 mieszkańców.